# Рутвиця (Західнопоморське воєводство)
Рутвиця (пол. Rutwica, нім. Harmelsdorf) — село в Польщі, у гміні Валч Валецького повіту Західнопоморського воєводства.
Населення — 390 осіб (2011).
У 1975—1998 роках село належало до Пільського воєводства.

## Демографія
Демографічна структура станом на 31 березня 2011 року:
|          | Загалом | Допрацездатний вік | Працездатний вік | Постпрацездатний вік |
| -------- | ------- | ------------------ | ---------------- | -------------------- |
| Чоловіки | 198     | 42                 | 145              | 11                   |
| Жінки    | 192     | 46                 | 109              | 37                   |
| Разом    | 390     | 88                 | 254              | 48                   |